# Li Guangyuan
Li Guangyuan (李廣源T, Lǐ Guǎng YuánP; Taizhou, 27 febbraio 1997) è un nuotatore cinese.

## Palmarès
- Mondiali:

Budapest 2017: bronzo nella 4x100m misti mista.
- Giochi asiatici:

Giacarta 2018: oro nella 4x100m misti e nella 4x100m misti mista.
- Camopionati asiatici

Tokyo 2016: argento nei 100m dorso e nei 200m dorso.
- Olimpiadi giovanili

Nanjing 2014: oro nei 200m dorso e nella 4x100m sl mista e bronzo nei 100m dorso.